# Coloneşti (Olt)
Coloneşti é uma comuna romena localizada no distrito de Olt, na região de Oltênia. A comuna possui uma área de 50.15 km² e sua população era de 2212 habitantes segundo o censo de 2007.